# Núria Güell
Núria Güell   (Vidreres, 1981) és una artista catalana. La crítica al poder establert o els privilegis del món de l'art són alguns dels aspectes en què basa les seves obres, que desenvolupa com a tàctiques que pretenen canviar les relacions de poder instaurades, generant alhora gestos distorsionadors i construcció de formes alternatives d'organització, de subjectivitat o de relacionalitat.
Güell es va llicenciar en Belles Arts el 2003 a la Universitat de Barcelona. Posteriorment va realitzar l'últim any de llicenciatura d'Arts Plàstiques a l'Institut Superior d'Art de l'Havana. Els anys 2008 i 2009, va formar part de la càtedra d'Art Conducta dirigida per Tania Bruguera al mateix Institut Superior d'Art. El 2012 va participar al programa d'estudis independents SOMA a Ciutat de Mèxic.
L'obra de Güell es vincula a l'àmbit social, polític i econòmic expandint els límits convencionals de la galeria d'art i el museu per acostar-se a l'espai de la vida diària. La seva obra qüestiona els límits de l'ètica i la legalitat, analitzant el funcionament de les institucions, així com els sistemes i dispositius de control que condicionen allò quotidià, principalment alterant-ne el funcionament.
La seva metodologia artística es basa en subvertir el paper de les institucions, utilitzant els privilegis del món de l'art, així com de la seva condició com a artista catalana i europea, per a produir una sèrie de tàctiques que alteren les relacions de poder.